# Carl Henrik Cantzler
Carl Henrik Cantzler, född 19 november 1791, död 6 mars 1861 i Stockholm, var en svensk grosshandlare och tobaksfabrikör. Han var gift med sin kusin Sofia Magdalena Canzler och far till Carl Cantzler, Axel Leopold Cantzler och Johan Cantzler.
Carl Henrik Cantzler var son till hovrådet Johann Friedrich Cantzler. Han tjänstgjorde som handelsbokhållare hos grosshandlaren Spalding i Stralsund under sex år och därefter hos grosshandlaren Bogislaus Rullman i Stockholm under två år innan han 1816 erhöll burskap som grosshandlare i Stockholm. 1824 erhöll han tillstånd att driva en snus- och tobaksfabrik under namnet Cantzler & co.. 1831 tog han in sin yngre bror Gottlieb Cantzler i firman, men denne avled dock redan 1837. Han fick stor framgång och i samband med den ekonomiska kris som uppstod i efterdyningarna av Krimkriget köpte han Svabensverk.